# Nectandra globosa
Nectandra globosa là loài thực vật có hoa trong họ Nguyệt quế. Loài này được (Aubl.) Mez miêu tả khoa học đầu tiên năm 1889.